# Terra X
Terra X é um conceito extinto da DC Comics. Tratava-se de uma Terra Paralela Pré-Crise cujo planeta Terra era habitado pelos personagens da Quality Comics. Na Terra X, a Segunda Guerra durou décadas. Sua primeira aparição foi em Justice League of America # 107 (Outubro 1973). Após a macrossérie 52, a Terra X agora é a Terra-10, onde os Combatentes da Liberdade combatem uma versão nazista da Liga da Justiça.

## Primeira aparição
O conceito da Terra X como foi mostrado em Justice League of America # 107 não fazia menção de que os Combatentes da Liberdade tenham originado-se de outra dimensão; antes, sugeria que eles eram nativos da Terra X. só anos depois, nas páginas de All-Star Squadron, descobriríamos que os Combatentes migraram da Terra 2 para a X. Na Terra X, os nazistas dominavam o mundo mediante 3 estações geradoras dum sinal que controlava a mente, localizadas na Torre Eiffel, no Monte Rushmore, e no Monte Fuji. Os Combatentes haviam se tornado imunes aos efeitos desses raios. Hitler provavelmente já estava morto nos anos 70, mas um andróide posando como ele estava numa estação orbital, a verdadeira central dos geradores, tentando persuadir a converterem a sua causa qualquer herói que tenha ido longe o bastante.

## Origem revisada
Durante a Segunda Guerra, todo o front Europeu ficou debaixo da barreira mística. Personagens místicos ou suscetíveis a magia ficavam sob o domínio do Fuhrër, e meta-humanos comuns tinham seus poderes temporariamente cancelados. Esta foi a versão que o escritor Roy Thomas propôs para explicar porque a Segunda Guerra, com pesos pesados como O Espectro e Sr. Destino do lado dos aliados, durou 10 anos, e não 10 minutos. Esta barreira foi criada pelo ocultista Rei Dragão a serviço de Hitler, utilizando uma máquina energizada pelo Santo Graal e a Lança do Destino. Uma vez que a barreira mística impedia os heróis de atuarem na Guerra, o Tio Sam, teimoso como ele só, resolveu ir para a Terra X, outra dimensão onde havia nazistas, mas não havia barreira mística. Sam levou alguns heróis da Terra 2 para Terra X. Ele chamou a este mundo um grupo de heróis que foi rapidamente massacrado pelas forças do Eixo: Homem-Hora, Miss America, Capuz Invisível, Torpedo Vermelho, Neon o homem fóton, e Magno, sendo que estes 4 últimos morreram. Depois, ele retornou novamente, com os heróis que seriam conhecidos como os Combatentes da Liberdade: Bomba Humana, Condor Negro, Lady Fantasma, Pequeno Polegar (Doll Man), The Ray, O Flamejante, O Caçador (Dan Richards), O Meia-Noite, O Abelha Vermelha, os Falcões Negros e o Homem-Borracha. Embora muito corajosos, a Segunda Guerra durou décadas na Terra X, e só foi ganha quando o grupo recebeu apoio conjunto da Sociedade da Justiça e a Liga da Justiça. Embora a 2ª Guerra tenha durado tanto tempo na Terra-X, curiosamente nenhum dos integrantes dos Combatentes da Liberdade pareceu envelhecer. Muito provavelmente, isto foi um furo de roteiro que perdurou por anos.

## Destino
A dimensão da Terra X deixou de existir com Crise nas Infinitas Terras, bem como quaisquer memórias a respeito. Os habitantes da Terra X foram assimilados a nossa dimensão, e lutaram na Segunda Guerra de nossa dimensão.

## Outras aparições
- Numa história pós-Crise de Monstro do Pântano, ele revisita a Terra X, onde o filho de Hitler é presidente dos Estados Unidos e é casado com Marilyn Monroe. O mundo havia se tornado uma espécie de utopia, sem poluição, etc.
- Quando ao final de 52 em que um novo Multiverso foi revelado, a Terra-10 é chamada de Terra X (X é dez em numeral romano). A nova Terra X difere da original pré-Crise. Naquela, os Combatentes da Liberdade eram os único meta-humanos do planeta. Nessa nova versão, há uma contraparte nazista da Liga da Justiça que combate uma versão alternativa dos Combatentes da Liberdade. [1]